# Mauremont
Mauremont är en kommun i departementet Haute-Garonne i regionen Occitanien i södra Frankrike. Kommunen ligger i kantonen Villefranche-de-Lauragais som tillhör arrondissementet Toulouse. År 2022 hade Mauremont 333 invånare.

## Befolkningsutveckling
Antalet invånare i kommunen Mauremont
Referens:INSEE